# 小山朝長
小山 朝長（おやま ともなが）は、鎌倉時代の武将。下野国守護、小山城城主。

## 生涯
文治4年（1188年）、小山朝政の嫡子として生まれる。通称は又四郎。官職は左衛門尉。初名は政義。弟の朝村（政村）は薬師寺郷を領して薬師寺氏の祖となった。
建久4年（1193年）8月、鶴岡で奉納された流鏑馬の射手として史料に現れる。
承久元年（1219年）1月、将軍・源実朝が殺され、同3年（1221年）5月15日、後鳥羽上皇は北条義時追討の宣旨を諸国にくだした（承久の乱）。朝長は、武田信光、小笠原長清、および叔父・結城朝光とともに東山道大将軍の一人として従軍した。6月5日、東山道軍は大井戸の渡し（現・可児市）で京方を破り、東海道軍と合流し、6月15日入京した。
乱後、幕府は、京方の公卿の中心人物を有力御家人に預け、鎌倉に護送させている。7月、朝長は、命によって葉室宗行を駿河国藍沢原で斬首した。
乱平定の恩賞として、尾張国海東荘を与えられたと推測される。また、父から家督や所領を譲られている。
寛喜元年（1229年）11月17日、父に先立ち42歳で死去した。
同2年（1230年）2月20日、朝政は、朝長の子・長村に所領と所職を譲渡した。

## 系譜
- 父：小山朝政
- 母：中条宗長の娘[14]
- 妻：中条家長の娘[15]。
- 子：長政 - 常陸国下妻荘を領し、子孫は下妻氏を称した[16]
- 子：長村
- 子：長泰[17]